# Barbarossa Bäckerei

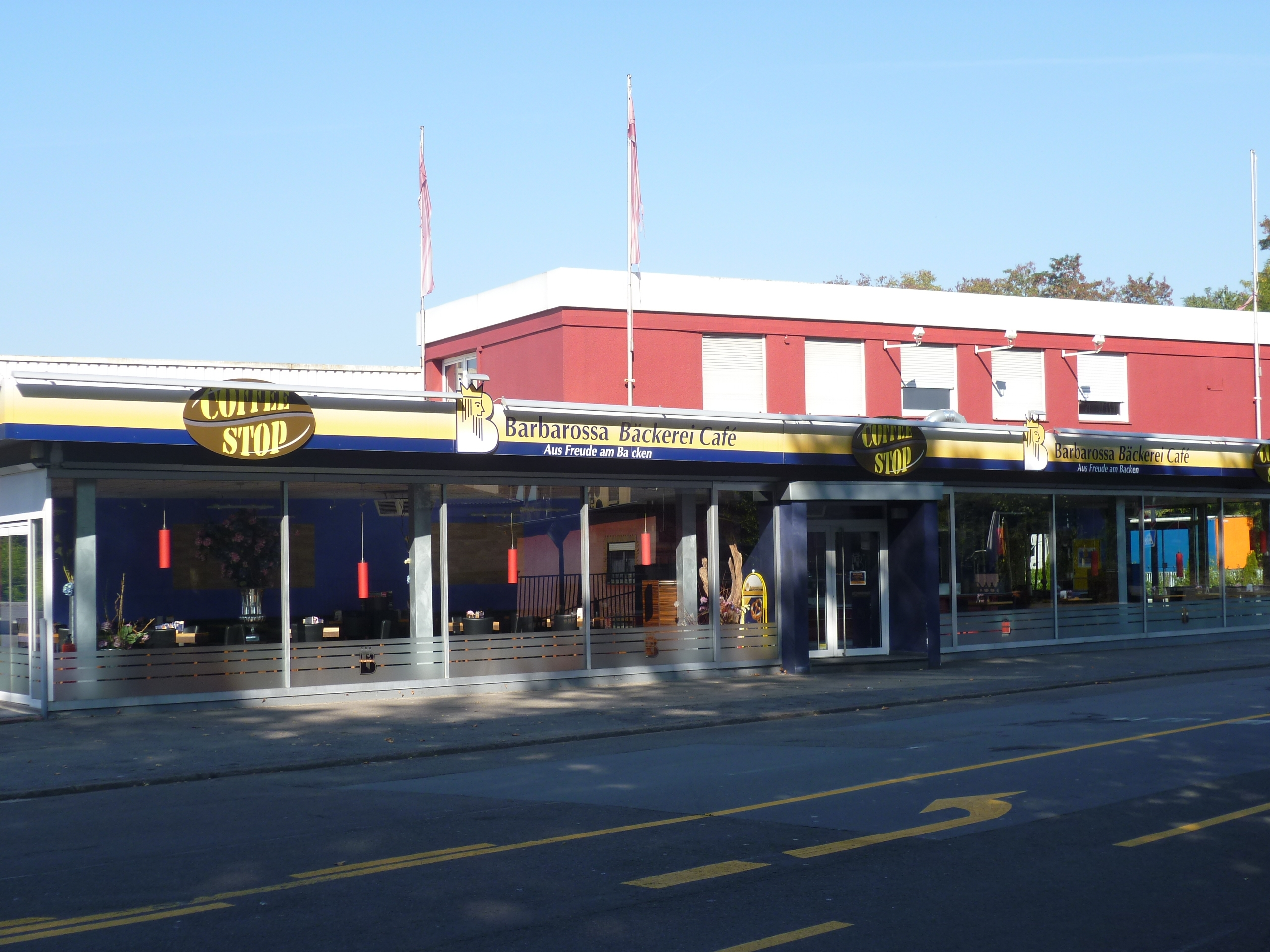
Filiale der Barbarossa Bäckerei in Neunkirchen (Saar)

Die Barbarossa Bäckerei GmbH & Co. KG ist ein mittelständisches Bäckereiunternehmen aus Kaiserslautern. Es wurde 1977 als Pfalzbrot gegründet und 1994 umbenannt.

## Geschichte
Im Jahre 1977 übernahm Peter-Werner Landry eine insolvente Bäckerei in Kaiserslautern. Mit vier Mitarbeitern begann das als Pfalzbrot firmierende Unternehmen die Produktion von Backwaren für gewerbliche Wiederverkäufer. 1985 wurden erste eigene Verkaufsstellen in Kaiserslautern eröffnet, welche teilweise im Laufe der Zeit um Cafés ergänzt wurden. 1986 wurde eine zweite Produktionsstätte im saarländischen Heusweiler eröffnet.  2004 zogen Produktion und Verwaltung aus der Kaiserslauterer Innenstadt in einen Neubau im Industriegebiet Nord um.
Bei den Filialen des Unternehmens handelt es sich teilweise um Verkaufsstellen in Einkaufszentren bzw. Verbrauchermärkten, teilweise um eigenständige Filialen. Häufig sind gastronomische Betriebe verschiedener Art, z. B. klassische Cafés oder bistroähnliche Betriebe angeschlossen. Stand 2018 betreibt das Unternehmen 76 eigene Filialen in der Pfalz und im Saarland sowie neun weitere, die von Franchisenehmern geführt werden. Rund 870 Mitarbeiter produzieren und vertreiben 150 Artikel im Brot-, Brötchen-, Feinback- und Konditorbereich.
2006 wurde die Barbarossa Bäckerei zusammen mit zwei anderen Unternehmen aus der Region Rheinland-Pfalz/Saarland mit dem Großen Preis des Mittelstandes ausgezeichnet.